# Koca
Koca (kod͡ʒa) ist ein türkischer Familienname, u. a. mit der Bedeutung „groß, alt, weise“, aber auch „Ehemann“. Von Koca abgeleitet ist der Familienname Kocaoğlu mit der Bedeutung „Sohn des Koca“; eine Variante ist Kocabey.

## Namensträger
- Atilla Koca (* 1980), türkischer Fußballspieler
- Emre Koca (* 1993), türkischer Fußballspieler
- Fahrettin Koca (* 1965), türkischer Mediziner und Politiker
- Faruk Koca (* 1964), türkischer Politiker, Unternehmer und ehemaliger Fußballfunktionär
- Gülcan Koca (* 1990), türkisch-australische Fußballspielerin